# Bengt Thelin
Bengt Adolf Thelin, född 28 november 1923 i Sala, död 2014, var en svensk lärare och undervisningsråd i Skolöverstyrelsen. Han har skrivit flera böcker om gymnasieskolans omvandling under 1900-talet samt om fredsundervisning.
Han studerade vid Uppsala universitet där han 1950 blev filosofie kandidat, 1955 teologie kandidat, 1962 teologie licentiat. Vid Stockholms universitet blev han 1982 filosofie doktor. Han arbetade 1948-1965 som lärare i Uppsala och Stockholm, 1965-1969 som fortbildningsledare i Uppsala, 1968 som lektor i Umeå och 1969-1989 som undervisningsråd vid Skolöverstyrelsen. Han hade expertuppdrag från Unesco och Europarådet.